# Joseph Noulens
Pour l’article homonyme, voir Joseph Noulens (écrivain).
 (janvier 2020).
Si vous disposez d'ouvrages ou d'articles de référence ou si vous connaissez des sites web de qualité traitant du thème abordé ici, merci de compléter l'article en donnant les références utiles à sa vérifiabilité et en les liant à la section « Notes et références ».
Joseph Noulens, né le 29 mars 1864 à Bordeaux et mort le 9 septembre 1944 à Sorbets (Gers), est un homme politique français. Il est l'ambassadeur de France à Pétrograd pendant la révolution russe.

## Biographie

### Jeunesse et études
Joseph Noulens effectue ses études secondaires au lycée Condorcet. Il est titulaire d'une licence de droit et est diplômé de l'École libre des sciences politiques. Il est titulaire d'un doctorat en droit obtenu en 1897.

### Parcours professionnel
Il est auditeur au Conseil d’État de 1888 à 1896, et maître des requêtes en 1902.

### Parcours politique
- Député du Gers de 1902 à 1919
- Sénateur du Gers de 1920 à 1924
- Sous-secrétaire d'État à la Guerre du 3 novembre 1910 au 2 mars 1911 dans le gouvernement Aristide Briand (2)
- Ministre de la Guerre du 9 décembre 1913 au 9 juin 1914 dans le gouvernement Gaston Doumergue (1)
- Ministre des Finances du 13 juin au 26 août 1914 dans le gouvernement René Viviani (1)
- Ministre de l'Agriculture et du Ravitaillement du 20 juillet 1919 au 20 janvier 1920 dans le gouvernement Georges Clemenceau (2)

C'est lui qui fait adopter, en tant que ministre des Finances, la loi du 15 juillet 1914 créant un impôt général sur le revenu, concrétisant ainsi le projet de Joseph Caillaux, ancien ministre des Finances.
Il est désigné pour le poste d’ambassadeur de France à Petrograd au mois de mai 1917, quelques semaines, après la révolution de Février qui a provoqué l’abdication du tsar Nicolas II. Il y séjourne pendant que les bolcheviks préparent les journées d’octobre, qui marquent leur prise définitive du pouvoir. Joseph Noulens doit quitter Petrograd lors de la signature du traité de Brest-Litovsk et continuer sa mission dans l'échec de l'opération Arkhangelsk. Il est ensuite président de la chambre de commerce franco-polonaise à partir de 1920.
Il est nommé chevalier de la Légion d'honneur en 1929 et commandeur du Mérite agricole. Il est le mari de la couturière Jeanne Paquin, avec qui il est enterré dans la chapelle familiale du cimetière de Sorbets.

## Distinctions
- Intervention alliée pendant la guerre civile russe
- Chevalier de la Légion d'honneur (1929)
- Commandeur de l'ordre du Mérite agricole